# Apremont (Górna Saona)
Apremont – miejscowość i gmina we Francji, w regionie Burgundia-Franche-Comté, w departamencie Górna Saona.
Według danych na rok 1990 gminę zamieszkiwały 362 osoby, a gęstość zaludnienia wynosiła 25 osób/km² (wśród 1786 gmin Franche-Comté Apremont plasuje się na 403. miejscu pod względem liczby ludności, natomiast pod względem powierzchni na miejscu 224.).